# 伊賀サービスエリア
伊賀サービスエリア（いがサービスエリア）は、三重県伊賀市の名阪国道上にあるサービスエリア (SA)である。天理方面の施設は道の駅いがに登録されている。
両施設ともに株式会社安全が運営している。天理方面はジェイサパ・ハロースクエア時代は伊賀町営だった。

## 道路
- E25 名阪国道

## 沿革
名阪国道の開通当初は休憩所が設けられておらず、1966年度になって伊賀駐車場として新設工事が行なわれた。
サービスエリアとしては、財団法人道路施設協会を占用者として1968年9月に営業を開始した。上り線（亀山方面）の施設は1970年から運営されている。
2008年（平成20年）2月23日に新名神高速道路の亀山JCT - 草津田上IC間が開通した。開通後は名阪国道の交通量が減少しており、伴って当SAの利用者も10 %前後減少している。

## 施設

### 亀山・名古屋方面
- 駐車場
  - 大型53台
  - 小型78台
    - 電気自動車急速充電器「EV Quick」は長期故障中
- トイレ
  - 男性：大4（和式3・洋式1）・小10？
  - 女性：10（和式8・洋式2）
  - 車椅子用：1
- フードコート（7:00 - 21:00）
- 自動販売機

### 道の駅いが（天理・大阪方面）
道の駅いが（みちのえき いが）は三重県伊賀市にある国道25号名阪国道の道の駅である。伊賀サービスエリアの天理方面の施設を2005年12月10日に道の駅いがとして登録して開駅した。
なお、亀山方面は登録されず通常形態のサービスエリアで運営している。
- 駐車場
  - 大型66台
  - 小型78台
    - 電気自動車急速充電器「EV Quick」1機あり
- トイレ
- レストラン（7:00 - 21:00）
- 情報休憩室（7:00 - 21:00）
- スナックコーナー（6:00 - 24:00）
- 自動販売機
- セルフ式ガソリンスタンド（ENEOS (家城石油)、7:00 - 21:00）無期限の営業休止後、解体され営業終了

## 隣
E25 名阪国道
(7) 伊賀IC - 伊賀SA - (8) 上柘植IC